# Kadsura celebica
Kadsura celebica är en tvåhjärtbladig växtart som beskrevs av A. C. Smith. Kadsura celebica ingår i släktet Kadsura och familjen Schisandraceae. Inga underarter finns listade.